# They Only Come Out at Night
"They Only Come Out at Night" – piąty singel promujący album The Arockalypse fińskiego zespołu hardrockowego Lordi. Utwór został nagrany we współpracy z wokalistą U.D.O. – Udo Dirkschneiderem.

## Lista utworów
1. "They Only Come Out at Night" – 3:39
2. "Midnight Mover" (cover Accept, na żywo) – 3:26

## Wydanie promocyjne
W 2006 roku utwór został wydany w Niemczech na singlu promocyjnym.
1. "They Only Come Out at Night" – 3:39
2. "Supermonstars (The Anthem of the Phantoms)" – 4:04

## Twórcy
- Mr. Lordi – śpiew
- Amen – gitara elektryczna
- Kalma – gitara basowa
- Kita – instrumenty perkusyjne
- Awa – instrumenty klawiszowe (They Only Come Out at Night, Supermonstars)
- Enary – instrumenty klawiszowe (Midnight Mover)
- Udo Dirkschneider – śpiew (They Only Come Out at Night)